# Norman A. Erbe
Norman Arthur Erbe (Boone, Iowa, 25 de octubre de 1919- 8 de junio de 2000) fue un político estadounidense del Partido Republicano. Fue el 35º gobernador de Iowa desde 1961 hasta 1963. Nacido en  Boone. Sirvió como oficial de la infantería en el ejército de Estados Unidos de 1941 a 1943. Fue transferido al cuerpo de aire del ejército de Estados Unidos, pasando el resto de la Segunda Guerra Mundial como piloto. Después de la guerra, estudió en la Universidad de Iowa, obteniendo el título de abogado en 1947. Ingresó en política estatal, sirviendo como fiscal general de Iowa de 1957 a 1961 antes de suceder a Herschel C. Loveless como gobernador. En la elección 1962  fue derrotado para la reelección por Harold E. Hughes. Recibió el primer ministro mundial de la película Meredith Willson's The Music Man (película de 1962) en Mason City. Después de dejar la política,  desempeñó el papel de  vicepresidente ejecutivo de los constructores y contratistas asociados en 1979. Murió el 8 de junio de 2000 y está enterrado en el cementerio del parque Linwood en Boone.